# Kanton Simmern
Der Kanton Simmern (franz.: Canton de Simmern) war einer von zehn Verwaltungseinheiten, in die sich das Arrondissement Simmern im Rhein-Mosel-Departement gliederte. Der Kanton war in den Jahren 1798 bis 1814 Teil der Ersten Französischen Republik (1798–1804) und des Ersten Französischen Kaiserreichs (1804–1814).
Der Kanton war zugleich Friedensgerichtsbezirk. Kantonspräsident war 1808 Nikola Deuster, Friedensrichter war Joseph Anton Steinberger. Beide waren schon zur kurpfälzischen Zeit Beamte in Simmern.
Vor der Annexion des Linken Rheinufers im Ersten Koalitionskrieg gehörte der Verwaltungsbezirk des Kantons Simmern beinahe vollständig zum kurpfälzischen Oberamt Simmern.
Im Jahre 1814 wurde das Rhein-Mosel-Departement und damit auch der Kanton Simmern vorübergehend zunächst Teil des Generalgouvernements Mittelrhein, stand dann unter gemeinsamer österreichisch-bayerischer Verwaltung und kam 1815 aufgrund der auf dem Wiener Kongress getroffenen Vereinbarungen dauerhaft zum Königreich Preußen. Unter der preußischen Verwaltung ging der Kanton Simmern im 1816 neu gebildeten Kreis Simmern im Regierungsbezirk Koblenz auf. Das gesamte Gebiet gehört heute zum Rhein-Hunsrück-Kreis in Rheinland-Pfalz.

## Verwaltungsgliederung
Der Kanton Simmern gliederte sich in 42 Gemeinden mit 62 Ortschaften, die von sechs Mairies verwaltet wurden. Im Jahr 1808 lebten im Kanton insgesamt 10.857 Einwohner.

### Mairie Argenthal
Zur Mairie Argenthal gehörten drei Gemeinden mit insgesamt 1.092 Einwohnern die in 170 Häusern lebten; Fläche 2.488 Hektar, davon 166 Hektar Ackerland und 2.045 Hektar Wald; Bürgermeister: Geromont (1808), Friedrich Neuer (1812), Charles Ernest (1813). 
Gemeinden:
- Argenthal, 75 Häuser
- Riesweiler
- Schnorbach

### Mairie Laubach
Zur Mairie Laubach gehörten acht Gemeinden mit insgesamt 1.723 Einwohnern; 279 Häuser; Fläche 2.298 Hektar, davon 419 Hektar Ackerland und 1.410 Hektar Wald; Bürgermeister: Maus (1808), Peter (Pierre) Weckmann (1812, 1813). 
Gemeinden:
- Bubach
- Budenbach
- Horn
- Kisselbach (Kieselbach)
- Klosterkumbd (Klosterkumd)
- Laubach, 44 Häuser
- Riegenroth
- Steinbach

### Mairie Ohlweiler
Zur Mairie Ohlweiler gehörten sechs Gemeinden mit insgesamt 1.662 Einwohnern; 266 Häuser; Fläche 3.943 Hektar, davon 267 Hektar Ackerland und 2.419 Hektar Wald; Bürgermeister: Balbiano (1808), Johann Anton Dicht (1812), Jean-Baptiste Kaiserswerth (1813). 
Gemeinden:
- Belgweiler (Belchweiler)
- Mengerschied
- Ohlweiler, 26 Häuser
- Ravengiersburg
- Sargenroth
- Tiefenbach

### Mairie Rheinböllen
Zur Mairie Rheinböllen, damals auch Rheinbellen, gehörten sechs Gemeinden, wovon die beiden Gemeinden Dichtelbach und Erbach zum Kanton Bacharach gehörten. Die Mairie hatte 1808 insgesamt 1.856 Einwohnern; 292 Häuser; Fläche 3.697 Hektar, davon 1.893 Hektar Wald; Bürgermeister: Jakob (Jaques) Mades (1808, 1812, 1813). 
Gemeinden:
- Dichtelbach, 52 Häuser und 313 Einwohner; war auf der untersten Verwaltungsebene der Mairie Rheinböllen zugeordnet, gehörte aber zum Kanton Bacharach
- Ellern
- Erbach, 28 Häuser und 169 Einwohner; gehörte wie Dichtelbach zum Kanton Bacharach
- Kleinweidelbach, seit 1974 Orts- bzw. Stadtteil von Rheinböllen
- Mörschbach
- Rheinböllen (Rheinbellen), 108 Häuser

### Mairie Simmern
Zur Mairie Simmern gehörten 13 Gemeinden mit insgesamt 3.983 Einwohnern, die in 548 Häusern wohnten; es gab 26 Mühlen; Fläche: 5.624 Hektar, davon 800 Hektar Ackerland und 3.677 Hektar Wald; Bürgermeister: Thüring (1808), Franz (Frédéric) Chardon (1812, 1813). 
Gemeinden:
- Altweidelbach
- Benzweiler (Bentzweiler)
- Bergenhausen
- Holzbach
- Keidelheim
- Külz (Cülz)
- Mutterschied
- Neuerkirch
- Niederkumbd (Niederkumd)
- Pleizenhausen
- Rayerschied
- Simmern, 247 Häuser
- Wahlbach

### Mairie Unzenberg
Zur Mairie Unzenberg gehörten acht Gemeinden mit insgesamt 1.268 Einwohnern; 297 Häuser; Fläche: 2.460 Hektar, davon 218 Hektar Ackerland und 1.720 Hektar Wald; Bürgermeister: M. I. Weygold (1808, 1812, 1813). 
Gemeinden:
- Biebern
- Fronhofen
- Heinzenbach
- Nannhausen (Naunhausen)
- Nickweiler, seit 1974 Ortsteil von Nannhausen
- Reich
- Unzenberg
- Wüschheim